# Cruzeiro Esporte Clube
Cruzeiro Esporte Clube, mais conhecido como Cruzeiro, é uma associação polidesportiva brasileira sediada em Belo Horizonte, Minas Gerais. É considerado um dos maiores clubes de futebol do Brasil e da América do Sul. Fundado em 1921 com o nome de Società Sportiva Palestra Italia, foi rebatizado para seu nome atual em 1942 - em referência ao Cruzeiro do Sul - por imposição do governo federal à época proibiu o uso no país de quaisquer símbolos de Alemanha, Itália e Japão, nações inimigas do Brasil no contexto da Segunda Guerra Mundial. É um dos clubes mais populares do Brasil, tendo hoje a sexta maior torcida do país e a maior torcida do estado de Minas Gerais. Seu maior rival é o Atlético Mineiro, com quem faz um dos maiores clássicos do futebol brasileiro. Em menor grau, há também a rivalidade com o América Mineiro.
Reconhecido como um dos maiores clubes do futebol brasileiro e internacional, o Cruzeiro foi duas vezes vice-campeão da Copa Intercontinental de clubes e tem no seu currículo continental dois títulos da Copa Libertadores da América, dois da Supercopa da Libertadores, um da Recopa Sul-Americana, um da Copa de Ouro Nicolás Leoz e um da Copa Master da Supercopa. No âmbito nacional, o time celeste detém quatro conquistas no Campeonato Brasileiro (uma delas como Taça Brasil) e seis da Copa do Brasil (atual recordista), sendo o único bicampeão seguido da competição. Em âmbito regional, foi bicampeão da Copa Sul-Minas e campeão da Copa Centro-Oeste, e em âmbito estadual possui 54 conquistas. 
Foi a primeira equipe de Minas Gerais e primeira equipe brasileira a conquistar a tríplice coroa nacional, tendo vencido um campeonato estadual, uma Copa do Brasil e um Campeonato Brasileiro na temporada de 2003. No entanto, tal feito foi igualado pelo rival Atlético em 2021. Em 2009, a IFFHS elaborou o ranking de clubes da América do Sul, com dados estatísticos de 1901 a 2000, no qual o Cruzeiro se destacou como o melhor clube brasileiro do século XX e, em 2015, a Revista Placar elaborou o ranking dos maiores campeões absolutos do Brasil, em qual o Cruzeiro e o Internacional estão na primeira colocação, como os clubes com o maior número de títulos oficiais do futebol brasileiro. No que diz respeito ao somatório de títulos oficiais de abrangência nacional e internacional de clubes brasileiros de futebol (sem contar títulos oficiais de abrangência estadual e regional), em outubro de 2023 o Cruzeiro figurava como quarto colocado.
Em outros esportes, o Cruzeiro se destaca também no Vôlei, em 2009 firmou parceria com a Associação Social e Esportiva Sada para formar uma equipe masculina de voleibol, o Sada Cruzeiro, que tem sido uma das mais importantes do país, sendo a única equipe brasileira a ter conquistado o Campeonato Mundial de Clubes de Voleibol, entre vários títulos importantes, como: cinco Mundiais de Clubes de Voleibol, dez Sul-Americanos de Voleibol, oito Superligas Nacionais, oito Copas Brasil de Voleibol, seis Supercopas Brasileiras de Voleibol e dezesseis Campeonatos Mineiros. No atletismo o Cruzeiro também tem um time forte, fazem parte de sua equipe vários atletas importantes, disputando as mais diversas corridas de nível nacional e mundial.

## História

### Palestra Itália

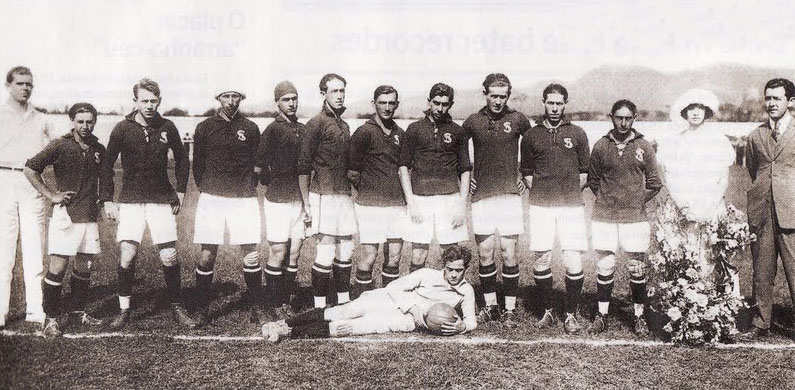
Palestra Itália antes de enfrentar a equipe do na estreia do seu próprio Estádio Barro Preto em 1923.

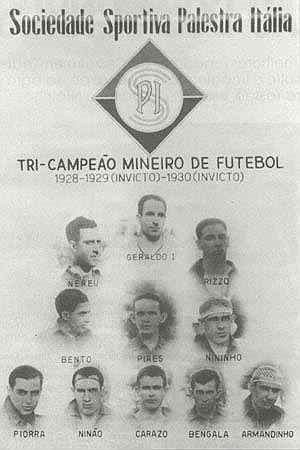
Palestra Itália tricampeão mineiro (1928, 1929 e 1930)

O Cruzeiro foi fundado no dia 2 de janeiro de 1921, por desportistas da colônia italiana de Belo Horizonte, com o nome de Società Sportiva Palestra Itália. As cores adotadas, como não poderia deixar de ser, foram as mesmas da bandeira italiana: verde, vermelho e branco. Na verdade a escolha do uniforme foi feita de acordo com as refinadas ideias do designer Arthur Lemmes, na própria capital mineira. Em 1922, o clube compra um terreno pertencente à prefeitura, onde hoje fica o Parque Esportivo do Cruzeiro. Em 23 de setembro de 1923, inaugura seu estádio, no Barro Preto, construído por jogadores e associados a maioria da colônia italiana de Belo Horizonte, composta em grande parte por operários de construção civil.
Além de se caracterizar como uma equipe de descendentes de italianos, o Palestra também destacava-se por possuir elementos da classe trabalhadora da cidade. No corpo social do Palestra, prevaleciam homens da profissão de pedreiros, policiais, pintores, comerciários, marceneiros, médicos, escritores, políticos, industriários e empresários que eram os filhos dos imigrantes que vieram construir a capital do estado de Minas Gerais, Belo Horizonte, em 1894, e que herdaram de seus pais as mesmas profissões.
O primeiro uniforme do clube foi composto por camisa verde, calção branco e meias vermelhas. O clube foi restrito apenas a participação de elementos da colônia e, consequentemente, brancos, até o ano de 1925, quando é retirada do estatuto do clube uma cláusula que impedia a inscrição de atletas e associados que não fossem de origem italiana. Isso abre as portas para colaboradores de qualquer origem.
A primeira conquista significativa oficial e reconhecida do Palestra é o tricampeonato mineiro entre 1928 e 1930, sendo os dois últimos de forma invicta. O crescimento do time na cidade força as outras grandes equipes da época a se organizarem e em 1933 criam a primeira liga profissional do estado, a Associação Mineira de Esportes.

### Mudança de nome

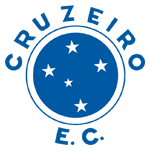
Primeiro escudo do Cruzeiro Esporte Clube após mudança de nome em 1942

Em 1936, alguns dirigentes e ex-atletas lideraram um movimento de nacionalização do Palestra que levou o nome de Ala Renovadora. A intenção do grupo era mudar o nome do clube que já havia deixado de ser uma associação exclusiva da colônia italiana e por isso não havia mais sentido em se usar o nome Itália. A ideia sofreu resistências mas acabou ganhando aliados, recebendo, em seu primeiro projeto, o nome de "Renovadora Football Club", e alterando as cores de verde e vermelho para verde e branco, substituindo o vermelho do sangue derramado por italianos para o branco da paz. O Renovadora Football Club chegou a realizar alguns treinos com esse nome, porém, uma ala preconceituosa, que era maior parte da elitizada diretoria, rejeitou a ideia.
Em 30 de janeiro de 1942, em plena Segunda Guerra Mundial, o Presidente Getúlio Vargas, que já havia declarado guerra aos países do Eixo (Itália, Alemanha e Japão), através de um Decreto-Lei, determinou a proibição do uso de termos e denominações referentes as nações inimigas. A primeira partida após a publicação do Decreto-Lei era contra o Atlético-MG no dia 1 de fevereiro de 1942. O time entrou em campo com uma camisa azul e três listras brancas horizontais, sem escudo e sem nome. Somente em 4 de fevereiro de 1942, a diretoria adotou o nome provisório de Palestra Mineiro, em substituição à Societá Sportiva Palestra Itália, conforme determinação presidencial. As cores do novo clube foram escolhidas em homenagem à origem da instituição, o Yale.
A necessidade de se transformar o clube numa entidade totalmente brasileira, e após a publicação de outro Decreto-Lei em 31 de agosto de 1942, foi concretizada em 2 de outubro de 1942, quando, numa reunião da diretoria, foi aprovada uma nova mudança no nome do clube para Ypiranga, em homenagem ao local onde teria sido proclamada a Independência do Brasil. No dia 7 de outubro de 1942, numa nova assembleia, que acabou com a renúncia do presidente Ennes Cyro Pony, entregar a direção do clube, por 15 dias, a uma junta governativa; doar todos os troféus e bronzes à campanha do metal e adotar um novo uniforme para a equipe de futebol.
E foi aprovado o nome do clube que permanece até hoje: Cruzeiro Esporte Clube, uma homenagem ao símbolo maior da pátria, a constelação do Cruzeiro do Sul, e que foi sugerida pelo ex-presidente do clube Oswaldo Pinto Coelho, o time ainda utilizaria o nome Palestra, provisóriamente durante todo o final de 1942, pois a burocracia da Federação de Futebol só aprovou os novos estatutos no início de 1943.

### Anos 1950 e 1960

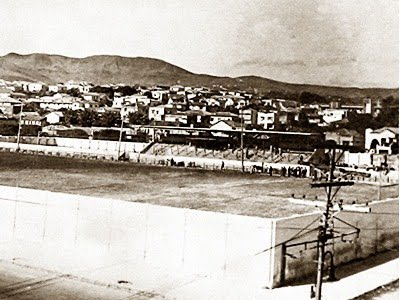
Estádio Juscelino Kubitschek, antigo estádio do Cruzeiro

Em seus primeiros anos de vida, o Cruzeiro conquistou o tricampeonato mineiro de 1943 a 1945 e reformou o seu estádio que passou a se chamar Estádio Juscelino Kubitschek, em homenagem ao então governador do estado.

Mineirão em fase de construção durante a década de 1960

Com a inauguração do Mineirão em 1965, o futebol mineiro rompe sua característica provinciana com a inclusão de Minas Gerais nas competições nacionais. O primeiro clássico de comemoração entre Atlético-MG e Cruzeiro no estádio do Mineirão foi pela final do mineiro de 1965. Este foi o primeiro clássico disputado no Mineirão e o primeiro depois da pancadaria no Independência. O jogo foi tenso, deste o princípio, com muitas jogadas violentas. O Cruzeiro dominava a partida e vencia por 1 a 0, quando Décio Teixeira cometeu pênalti em Wilson Almeida, que entrava na área para marcar o 2º gol, aos 34 minutos do segundo tempo. O Atlético-MG protestou alegando que a falta havia sido cometida sobre a risca da grande área, se esquecendo que a linha faz parte da mesma. Alguns jogadores do Atlético-MG agrediram o árbitro e entraram em atrito com policiais. Foram 30 minutos de paralisação e o árbitro relatou na súmula a expulsão de 9 jogadores. O Atlético abandonou o estádio antes do encerramento da partida. Assim, após o término, Tostão, ironicamente, lamentou que o jogo não tivesse sido reiniciado, pois seria o início de uma grande goleada. O Cruzeiro ficou com o título mineiro daquele ano, abrindo a Era Mineirão.
Após 22 partidas pelo Campeonato Mineiro de 1965 e 6 pela Taça Brasil de 1966, em 30 de novembro de 1966, o Cruzeiro começava a escrever contra o Santos uma das páginas mais importantes de sua história, seu primeiro título nacional.

### Século XXI
Em 14 de julho de 2008 foi sancionada a Lei nº 9.590/2008 pelo então prefeito de Belo Horizonte, Fernando Damata Pimentel, que instituiu "O Dia do Cruzeiro e o Dia do Cruzeirense", comemorado anualmente o dia internacional no dia 2 de janeiro. A lei foi resultado do Projeto de Lei nº 1.594/2008 de autoria do vereador Alberto Rodrigues.
Depois de uma temporada caótica com irregularidades dentro e fora de campo, o Cruzeiro foi rebaixado pela primeira vez em sua história do Campeonato Brasileiro. Começou o ano ainda bem com o título do Campeonato Mineiro e uma boa campanha na fase do grupos da Copa Libertadores, mas não conseguiu manter o momento. Depois de um investigação da Polícia Civil sobre transações irregulares e uso de empresas de fachada para ocultar crimes cometidos dentro do clube no meio do ano, o time foi eliminado da Libertadores e da Copa do Brasil. No Brasileirão nunca saiu da segunda parte da classificação e lutou contra o rebaixamento até a última rodada. Foi enfim rebaixado depois de uma derrota com o placar de 2–0 contra o Palmeiras no dia 8 de dezembro de 2019, em jogo que teve que ser encerrado antes dos 45 minutos do segundo tempo por falta de segurança, devido a violência e revolta da torcida cruzeirense.

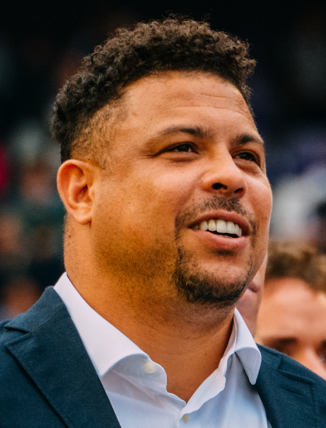
O ex-jogador e ídolo da raposa, Ronaldo Nazário, se tornou proprietário de 90% da SAF do clube.

Durante os dois primeiros anos da década, 2020 e 2021, o clube expressava em seus compromissos dentro de campo o mais inteligível estado que também era existente fora dele. As dívidas que iriam se acumulando cada vez mais só contribuíam para o crescimento da crise dentro da instituição, e com isso, a equipe passou a maior parte das duas temporadas da Segunda Divisão brigando contra o rebaixamento para a série C, o que ocasionou uma grande quantidade de demissões de treinadores, dirigentes e jogadores durante este período. Isto, acabou deixando a raposa por três anos consecutivos longe da elite do futebol nacional.
Porém, em 18 de dezembro de 2021, ao término da temporada daquele ano, foi anunciada a compra da SAF do clube por Ronaldo Nazário, ex-jogador e ídolo da raposa. Com uma mudança drástica no planejamento do elenco e revitalizações em praticamente todas as funções dentro do clube para a temporada de 2022, o time liderado pelo Uruguaio Paulo Pezzolano conquistou o acesso a Série A de 2023 antecipadamente, após a vitória contra o Vasco da Gama pelo placar de 3–0. Na rodada seguinte, ao golear a Ponte Preta em Campinas por 4 a 1 e conseguir uma combinação de resultados ao seu favor naquela ocasião, o Cruzeiro já não podia mais ser alcançado por nenhum outro clube na classificação, tendo assim conquistado o título da Série B com oito rodadas de antecedência. O clube bateu o recorde como o time que conseguiu o acesso mais rápido à Série A desde 2006 com a implantação dos pontos corridos, na 31ª rodada, e também como o que conquistou o título da maneira mais antecipada, na 32ª rodada.
Em 29 de abril de 2024, foi anunciada a aquisição de 90% da SAF pelo empresário Pedro Lourenço, proprietário da quinta maior rede de supermercados do Brasil, o Supermercados BH. Ao assumir a gestão do clube, Pedrinho deu início a uma enorme reformulação no organograma celeste, realizando trocas dentro e fora de campo, e nomes importantes do futebol brasileiro como o goleiro Cássio e o atacante Kaio Jorge chegaram para integrar o plantel ao meio da temporada, juntamente com outras peças importantes. Na direção, Alexandre Mattos e o ídolo do clube Edu Dracena passaram a ocupar cargos altamente relevantes, e pouco depois, Fernando Diniz assumiu o lugar de Fernando Seabra como treinador da equipe. Ao fim da temporada, a equipe terminou como vice-campeã da Copa Sul-americana e ocupando a nona colocação no Brasileirão, uma posição atrás da zona de classificação para a Libertadores de 2025, grupo este que a equipe frequentou durante todo o campeonato e o deixou escapar nas últimas rodadas.

## Símbolos

### Escudo
Desde sua fundação, o escudo do Cruzeiro já mudou algumas vezes, assim como o nome e as cores do clube.
| Evolução do Escudo do Cruzeiro Esporte Clube | Evolução do Escudo do Cruzeiro Esporte Clube | Evolução do Escudo do Cruzeiro Esporte Clube | Evolução do Escudo do Cruzeiro Esporte Clube | Evolução do Escudo do Cruzeiro Esporte Clube | Evolução do Escudo do Cruzeiro Esporte Clube | Evolução do Escudo do Cruzeiro Esporte Clube | Evolução do Escudo do Cruzeiro Esporte Clube | Evolução do Escudo do Cruzeiro Esporte Clube |
| 1921                                         | 1927                                         | 1942                                         | 1959                                         | 1961                                         | 1996                                         | 2003                                         | 2016                                         | 2021                                         |
| -------------------------------------------- | -------------------------------------------- | -------------------------------------------- | -------------------------------------------- | -------------------------------------------- | -------------------------------------------- | -------------------------------------------- | -------------------------------------------- | -------------------------------------------- |

### Hino
O hino oficial foi escrito por Jadir Ambrósio, que fez o hino do seu time de coração em 1965, ao participar de um concurso na Rádio Inconfidência. Na época, a diretoria cruzeirense, comandada pelo presidente Felício Brandi, conclamava os compositores mineiros a criarem um hino para o clube celeste que até aquele momento não tinha aquela composição.
Ambrósio foi o vencedor e tocou pela primeira vez o hino que levou o nome Hino ao Campeão no programa do radialista Aldair Pinto, no seu programa "Roteiro das Duas".
No ano de 1997 o hino recebeu uma versão com a sonoridade atualizada para o final da década de 1990 do século XX, com guitarra elética e bateria de rock e na voz de César Maurício, vocalista da banda Virna Lisi, no álbum "Os Hinos dos Grandes Clubes Brasileiros cantados por Feras do Rock e da MPB".
No ano de 2004 o hino recebeu uma nova versão para a primeira década do século XXI, desta vez nas voz de Samuel Rosa (vocalista da banda de rock Skank), na edição de 2004 do álbum "Os Hinos dos Grandes Clubes Brasileiros cantados por Feras do Rock e da MPB".

### Mascote

A Raposa é o mascote do Cruzeiro

O mascote do Cruzeiro é raposa. Foi desenhada pelo chargista Fernando Pieruccetti (mais conhecido como Mangabeira) no ano de 1945, que se inspirou em Mário Grosso, ex-presidente do clube, conhecido por sua esperteza e astúcia no comando dos negócios do Clube.

### Uniforme
Em 1942, a nacionalização do clube aconteceu graças ao Governo Brasileiro, que proibiu qualquer menção aos países inimigos durante a Segunda Guerra Mundial, sendo a Itália uma dessas nações. Os anos se passaram e poucas mudanças ocorreram no uniforme da Raposa, a não ser pela entrada de patrocinadores nos anos 80 e tradicionais camisas cheias de desenhos geométricos ou brilhantes nos anos 90, como a camisa azul cheia de detalhes utilizada entre 1992 e 1996, e a camisa branca com vários tons de azul feita pela Finta, em 1996. Em 1997, ano de mais uma Libertadores do clube, o azul ganhou mais estrelas espalhadas pelo uniforme e a volta das golas na cor branca. Em 1998, o clube começou a usar o escudo no lugar das estrelas no peito, algo que se tornaria padrão a partir dos anos 2000, época da Tríplice Coroa. Desde então, o Cruzeiro segue tradicional e só deixa a inovação para os terceiros uniformes, que vez ou outra são na cor amarela ou verde.

#### Uniformes dos jogadores
- 1º - Camisa azul, calção e meias brancas;
- 2º - Camisa branca, calção e meias azuis;
- 3º - Camisa azul-celeste, calção e meias azuis-celestes;

| 1º Uniforme | 2º Uniforme | 3º Uniforme |

#### Uniformes dos goleiros
- Camisa azul, calção e meias azuis;
- Camisa amarela, calção e meias amarelas;
- Camisa laranja, calção e meias laranjas.

| Cores do Time · Cores do Time · Cores do Time · Cores do Time · Cores do Time | Cores do Time · Cores do Time · Cores do Time · Cores do Time · Cores do Time | Cores do Time · Cores do Time · Cores do Time · Cores do Time · Cores do Time |

#### Uniformes de treino
- Camisa cinza, calção roxo e meias brancas;
- Camisa roxa, calção cinza e meias brancas;
- Camisa roxa, calção roxo e meias brancas.

| Jogadores | Goleiros | C. Técnica |

#### Uniformes anteriores
|  | Primeiro | Ver Evolução | Atual |

## Estrutura

### Centros de treinamento

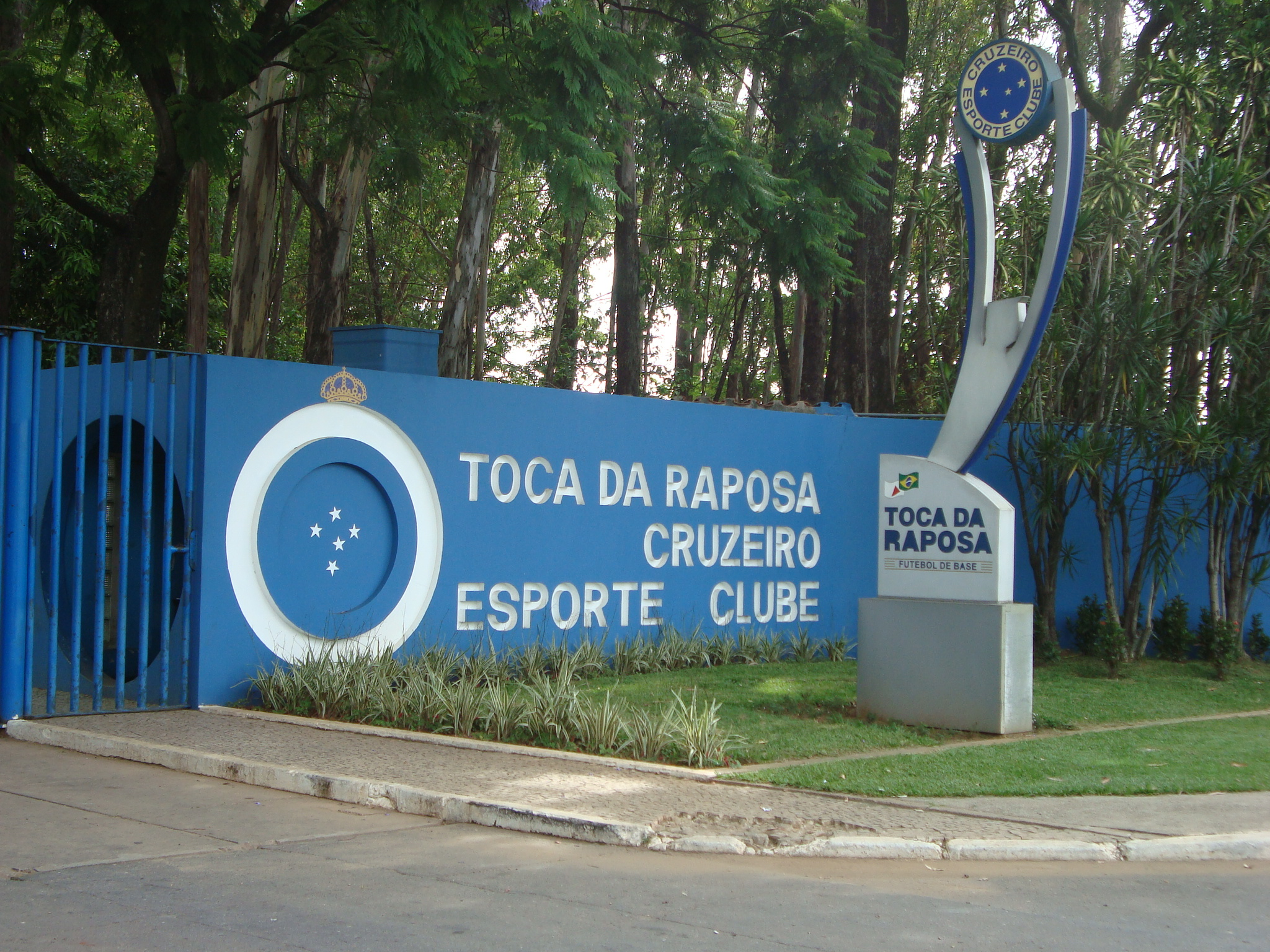
Entrada da Toca da Raposa I – Centro de treinamento utilizado pelas divisões de base do Cruzeiro

- Toca da Raposa I: Inaugurada na gestão de Felício Brandi, até 2002 servia como centro de treinamento da equipe profissional. Hoje em dia é dedicada exclusivamente às divisões de base. Construída em um terreno de 60 mil metros quadrados, a Toca I se tornou o primeiro centro de treinamento projetado para concentração de uma equipe de futebol no Brasil, em 1973.[54]

- Toca da Raposa II: Inaugurada em 2002, e direcionada exclusivamente para os jogadores profissionais, considerada como uma das mais modernas estruturas de futebol de todo o mundo. A área total da Toca II é de 83 mil metros quadrados, com 4,2 mil metros quadrados de espaço edificado. Neste espaço encontram-se quatro campos de treinamento todos com medidas oficiais, sendo dois com as dimensões do gramado do Mineirão.[55]

### Clubes

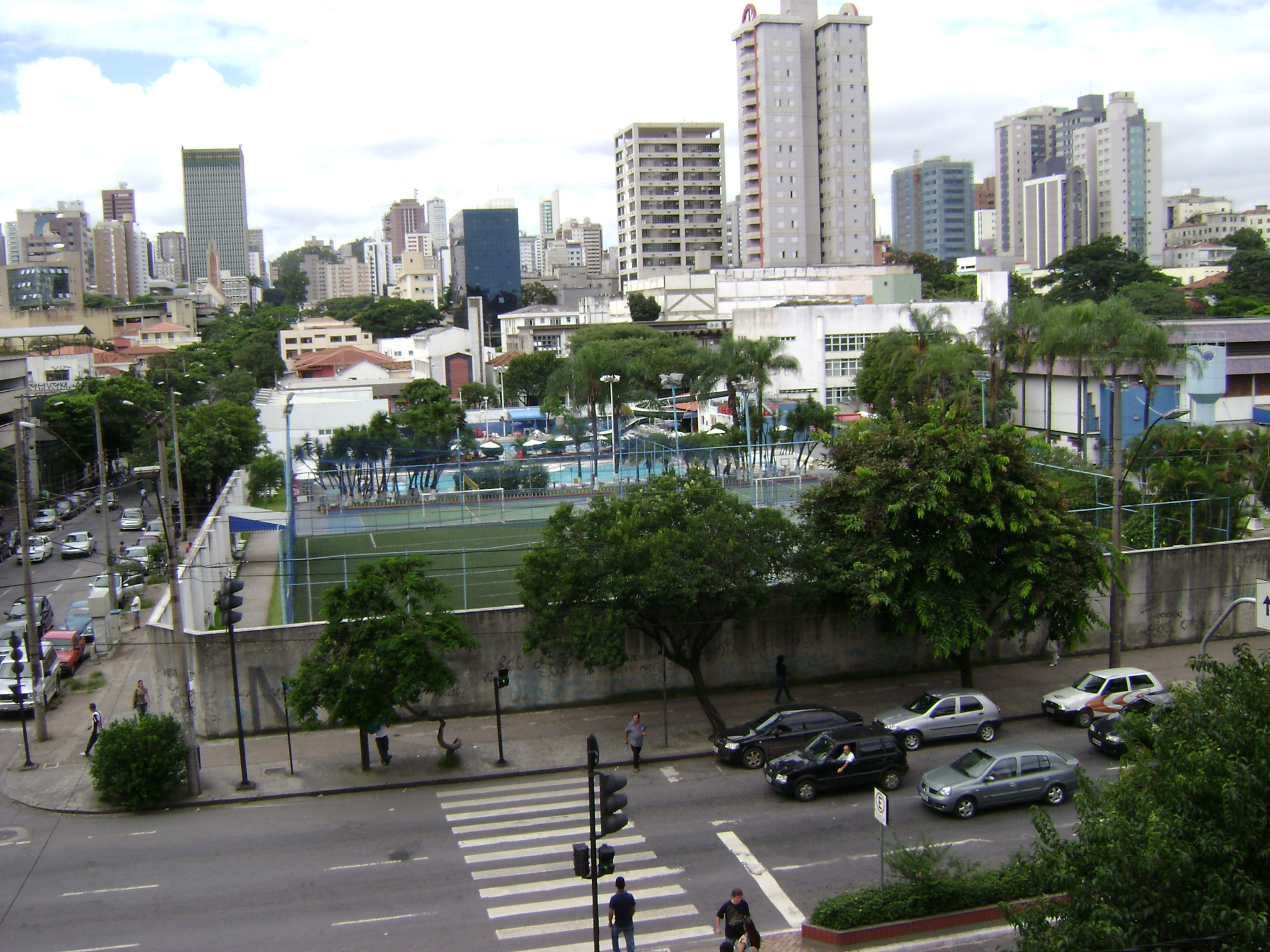
Clube-sede do Cruzeiro, em Belo Horizonte.

O Parque Esportivo Barro Preto foi inaugurado em 1985 durante a administração Benito Masci. Nasceu em um local histórico, o estádio Juscelino Kubitschek, onde no passado o Cruzeiro alcançou suas primeiras conquistas. Pela localização privilegiada, o número de associados foi aumentando durante os anos. Com uma área superior a 11 mil metros quadrados, o Parque Esportivo conta com piscinas adultas e infantis, toboáguas, vestiários, quadras, campo de grama sintética, ginásio poliesportivo, salão de jogos e eventos, bares e restaurantes. A estrutura do Barro Preto também é a sede da escola de esportes, para crianças e também abriga o centro de treinamentos da equipe profissional Sada Cruzeiro Vôlei.
A Sede Pampulha do Cruzeiro é um completo complexo de diversão para atender o associado cruzeirense. Em uma área com mais de 60 mil metros quadrados, o clube oferece sete piscinas, sendo uma em padrão olímpico, toboágua, departamento médico e salva-vidas, parquinho com brinquedos para crianças, seis quadras de futebol e basquete, três quadras de vôlei, 14 quadras abertas de peteca e três cobertas, ginásio esportivo, salão de jogos, três campos de futebol society, campo de futebol com grama sintética, pista de cooper, saunas, bares, restaurantes, quiosques com churrasqueiras e equipes de apoio, salão de eventos e estacionamento para 250 carros. O associado conta, ainda, com um centro de recuperação física.

### Estádio
Estádio JK
Foi o primeiro estádio do Clube, que na época ainda era Palestra. Construído em um terreno adquirido pela diretoria com recursos próprios no Barro Preto em 1922 o estádio foi muito importante para Clube, foi o local da conquista dos primeiro títulos. O Palestra estreou o estádio no dia 1 de julho com uma goleada de 6x2 sobre o Palmeiras de Santa Efigênia. A inauguração oficial foi em setembro, coincidindo com as festas da colônia italiana, em comemoração da unificação da Itália.
Mineirão
Considerado a casa do time desde sua inauguração em 1965, o estádio Mineirão, foi palco de várias conquistas da equipe estrelada, como a Libertadores de 1997, o Campeonato Brasileiro de 2003 e a Copa do Brasil do mesmo ano. Entre 2010 e 2011, com o estádio fechado por causa das obras para a Copa de 2014, o Cruzeiro passou a mandar seus jogos em estádios do interior, como a Arena do Jacaré, em Sete Lagoas onde aplicou a maior goleada no seu rival 6x1 no Atlético-MG e o Parque do Sabiá, em Uberlândia. Em 2012 voltou a mandar seus jogos na capital, no Estádio Independência. No mesmo ano, o então presidente do clube Gilvan de Pinho Tavares e o diretor-presidente do consórcio Minas Arena, Ricardo Barra, assinaram um acordo para que o clube mandasse todos os seus jogos no Mineirão durante 25 anos.

## Rivalidades
Os principais rivais do Cruzeiro a nível estadual são o Atlético-MG, com quem disputa o Superclássico Mineiro, o América-MG, com quem disputa o Coelho versus Raposa, e o Villa Nova, com quem disputa o clássico Raposa versus Leão. A nível nacional são importantes os confrontos contra os outros clubes integrantes do G-12.

## Futebol feminino
Em 2019, o Cruzeiro apresentou sua primeira equipe de futebol feminino, em virtude da nova exigência da Conmebol e CBF para fomento da modalidade. A norma exigia que os clubes tivessem um departamento de futebol feminino, ainda que na forma de parceria com outras equipes já existentes, para que pudessem disputar seus campeonatos do masculino, como a Libertadores. Já em sua primeira temporada, a equipe chegou ao vice-campeonato do Brasileirão Feminino - Série A2 e se sagrou campeã do Mineiro Feminino daquele ano, conquistando seu primeiro título na história da modalidade.

## Torcida

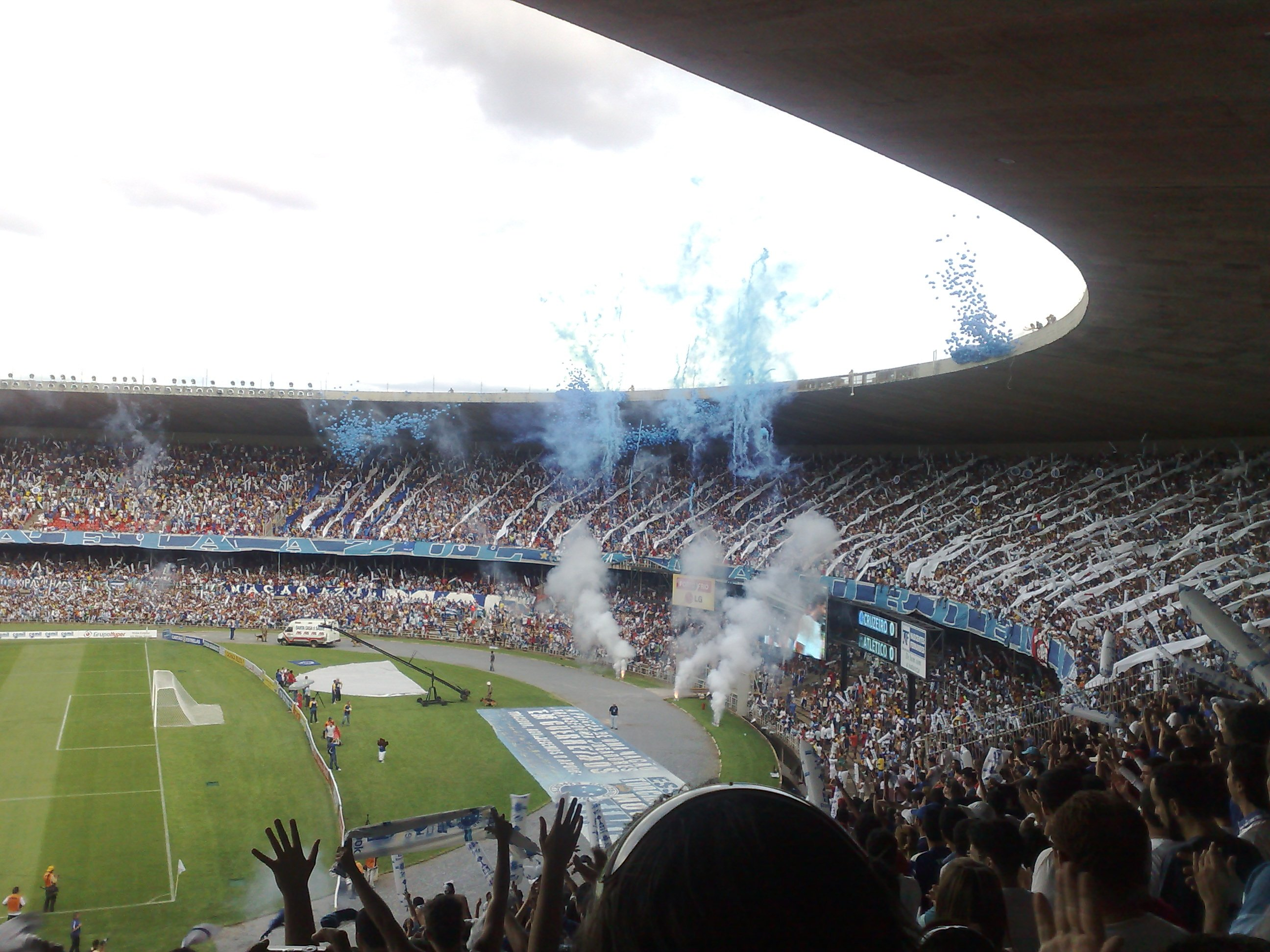
Torcida do Cruzeiro em um jogo no antigo estádio Mineirão

A torcida do Cruzeiro também é conhecida como Nação Azul ou China Azul devido à sua imensidão e ao grande crescimento nas últimas décadas. Em 26 de março de 1931, o jornal Estado de Minas publicou resultado parcial de uma enquete (os votos eram depositados em urnas) que ajuda a compreender o porte das torcidas de Belo Horizonte naquela época. Computados mais de 800 votos, os resultados apontavam: Atlético, 46,2%; Cruzeiro (na época ainda denominado Palestra), 35,9%; e América, 10,8%. Na edição de 31 de dezembro de 1971, a revista Placar publicou pesquisa feita, em Belo Horizonte, pelo Instituto Gallup. O resultado já indicava uma tendência de inversão na ordem das maiores torcidas da cidade: Atlético, 43%; Cruzeiro, 42%; e América, 5%. Na faixa entre 10 e 17 anos, o Cruzeiro já liderava com 46% contra 44% do rival Atlético. Em 10 de dezembro de 2004 em outra pesquisa de opinião, publicada pelo jornal Estado de Minas, a torcida do Cruzeiro também apareceu como a maior de Belo Horizonte, com 48% de preferência entre os belorizontinos. De acordo com uma pesquisa feita pela Datafolha em 2009, 31% dos Mineiros torcem para o Cruzeiro, e apenas 15% para o Atlético. Em 2017, o Globoesporte.com elaborou um mapa do engajamento dos clubes nas redes sociais. O Cruzeiro predomina em todo o estado de Minas Gerais, o Cruzeiro é o único clube no topo em todas as regiões do estado.

## Títulos oficiais
| HONORÁRIOS     | HONORÁRIOS                           | HONORÁRIOS | HONORÁRIOS |
|                | Competição                           | Títulos    | Temporadas |
| -------------- | ------------------------------------ | ---------- | --- |
|                | Tríplice Coroa                       | 1          | 2003 |
|                | Melhor Clube Brasileiro do Século XX | 1          | Condecoração outorgada em 2009, pela IFFHS, abrange o período de 1° de janeiro de 1901 a 31 de dezembro de 2000. |
| CONTINENTAIS   |                                      |            | |
|                | Competição                           | Títulos    | Temporadas |
|                | Copa Libertadores da América         | 2          | 1976 e 1997 |
|                | Recopa Sul-Americana                 | 1          | 1998 |
|                | Supercopa Libertadores               | 2          | 1991 e 1992 |
|                | Copa Master da Supercopa             | 1          | 1995 |
|                | Copa de Ouro Nicolás Leoz            | 1          | 1995 |
| NACIONAIS      |                                      |            | |
|                | Competição                           | Títulos    | Temporadas |
|                | Campeonato Brasileiro                | 4          | 1966, 2003, 2013 e 2014 |
|                | Copa do Brasil                       | 6          | 1993, 1996, 2000, 2003, 2017 e 2018 |
|                | Campeonato Brasileiro - Série B      | 1          | 2022 |
| ESTADUAIS      |                                      |            | |
|                | Competição                           | Títulos    | Temporadas |
|                | Campeonato Mineiro                   | 38         | 1928, 1929, 1930, 1940, 1943, 1944, 1945, 1956, 1959, 1960, 1961, 1965, 1966, 1967, 1968, 1969, 1972, 1973, 1974, 1975, 1977, 1984, 1987, 1990, 1992, 1994, 1996, 1997, 1998, 2003, 2004, 2006, 2008, 2009, 2011, 2014, 2018 e 2019 |
|                | Supercampeonato Mineiro              | 1          | 2002 |
|                | Taça Minas Gerais                    | 5          | 1973, 1982, 1983, 1984 e 1985 |
|                | Copa dos Campeões Mineiros           | 2          | 1991 e 1999 |
|                | Torneio Início                       | 10         | 1926, 1927, 1929, 1938, 1940, 1941, 1943, 1944, 1948 e 1966 |
| INTERESTADUAIS |                                      |            | |
|                | Competição                           | Títulos    | Temporadas |
|                | Copa Sul-Minas                       | 2          | 2001 e 2002 |
|                | Copa Centro-Oeste                    | 1          | 1999 |
| MUNICIPAIS     |                                      |            | |
|                | Competição                           | Títulos    | Temporadas |
|                | Copa Belo Horizonte                  | 1          | 1960 |
| TOTAL          |                                      |            | |
|                | Conquistas                           | Títulos    | Categorias |
|                | Títulos Oficiais                     | 78         | 07 Continentais, 11 Nacionais, 56 Estaduais, 03 Interestaduais, 01 Municipal. |

Observações
- O Cruzeiro conquistou o título inédito do Supercampeonato Mineiro, competição administrada pelos próprios times em 2002, mas este não é reconhecido pela FMF, já que a Federação apenas apoiou a organização do evento e não foi um torneio oficial da entidade.

## Estatísticas
Juntamente com São Paulo, o Cruzeiro é o clube que conquistou o Campeonato Brasileiro com a maior antecipação da era dos pontos corridos. No ano de 2013, foi campeão com quatro rodadas de antecedência. Juntamente com Palmeiras e Corinthians possui o recorde de vitórias em uma edição de pontos corridos com 20 participantes, ao todo foram 24 triunfos. O clube também é o único time brasileiro a conquistar pelo menos um título por ano durante quinze anos consecutivos (1990-2004). Esta façanha até então só havia sido alcançada por grandes clubes europeus, como Real Madrid e Manchester United. Também é o primeiro clube a vencer o Campeonato Brasileiro de Futebol no modelo de pontos corridos e o único a atingir a marca de cem pontos, sendo assim o maior pontuador da história em uma edição. É o quarto clube brasileiro que mais participou da Copa Libertadores da América, com 16 presenças, jamais sendo eliminado na fase de grupos.
O clube também possui a maior média de público na história de um torneio na história do futebol: 73 mil pagantes por jogo na Supercopa de 1992, o segundo maior público de uma final de Taça Libertadores da América: 95 472 pessoas na partida contra o Sporting Cristal, em 1997. O recorde é a final entre São Paulo F.C 1 x 0 News Old Boys, com 105 185 pagantes em 1992. O clube também possui o segundo maior público pagante numa final de Copa do Brasil: 85 841 pessoas na partida contra o São Paulo, em 2000, atrás apenas de Botafogo 0 a 0 Juventude, em 1999, que teve 101 581 presentes (90 217 pagantes), e detém o recorde absoluto de público presente em uma partida no Mineirão, 132 834 pessoas na partida contra o Villa Nova realizada em 22 de junho de 1997. Em 1984 o Cruzeiro ficou com a posse definitiva da Taça Minas Gerais (instituída pela Federação Mineira em 1973) por tê-la conquistado três vezes consecutivas. No dia 12 de outubro de 2009 o Cruzeiro completou 1.000 jogos pelo Campeonato Brasileiro da série A, sendo o primeiro clube de Minas Gerais a conseguir tal façanha. O clube também foi considerado o melhor time brasileiro do século XX e o 4° melhor da América Latina de acordo com a Federação Internacional de História e Estatísticas do Futebol (IFFHS), é o primeiro e único clube brasileiro a conquistar a Copa do Brasil por duas vezes consecutivas (2017 e 2018).

### Temporadas
Participações
|  | Participações em 2025 |

| Competição           | Competição                   | Temporadas          | Melhor campanha            | Estreia | Última | P | R |
| Minas Gerais         | Campeonato Mineiro           | 106                 | Campeão (38 vezes)         | 1921    | 2025   |   | – |
|                      | Primeira Liga                | 2                   | Semifinal (2017)           | 2016    | 2017   |   |   |
| Brasil               | Campeonato Brasileiro        | 62                  | Campeão (4 vezes)          | 1960    | 2025   |   | 1 |
| Brasil               | Série B                      | 3                   | Campeão (2022)             | 2020    | 2022   | 1 | – |
| Brasil               | Copa do Brasil               | 29                  | Campeão (6 vezes)          | 1989    | 2025   |   |   |
|                      | Copa Libertadores da América | 17                  | Campeão (1976 e 1997)      | 1967    | 2019   |   |   |
| Copa Sul-Americana   | 8                            | Vice-campeão (2024) | 2003                       | 2025    |        |   |   |
| Recopa Sul-Americana | 3                            | Campeão (1998)      | 1992                       | 1998    |        |   |   |
|                      | Mundial/Intercontinental     | 2                   | Vice-campeão (1976 e 1997) | 1976    | 1997   |   |   |

Campanhas
| Cruzeiro Esporte Clube          | Cruzeiro Esporte Clube                 | Cruzeiro Esporte Clube           | Cruzeiro Esporte Clube                  | Cruzeiro Esporte Clube |
| Torneio                         | Campeão                                | Vice-campeão                     | Terceiro                                | Quarto                 |
| ------------------------------- | -------------------------------------- | -------------------------------- | --------------------------------------- | ---------------------- |
| Intercontinental                | Não possui                             | 2 (1976, 1997)                   | Não possui                              | Não possui             |
| Copa Libertadores da América    | 2 (1976, 1997)                         | 2 (1977, 2009)                   | Não possui                              | 1 (1967)               |
| Copa Sul-Americana              | Não possui                             | 1 (2024)                         | Não possui                              | Não possui             |
| Recopa Sul-Americana            | 1 (1998)                               | 2 (1992, 1993)                   | Não possui                              | Não possui             |
| Supercopa Libertadores          | 2 (1991, 1992)                         | 2 (1988, 1996)                   | Não possui                              | 2 (1994, 1995)         |
| Copa de Ouro Nicolás Leoz       | 1 (1995)                               | Não possui                       | 1 (1993)                                | Não possui             |
| Copa Master                     | 1 (1995)                               | 1 (1992)                         | Não possui                              | Não possui             |
| Copa Mercosul                   | Não possui                             | 1 (1998)                         | Não possui                              | Não possui             |
| Campeonato Brasileiro           | 4 (1966, 2003, 2013, 2014)             | 5 (1969, 1974, 1975, 1998, 2010) | 6 (1967, 1973, 1989, 1995, 2000 e 2008) | 3 (1968, 1970 e 2009)  |
| Campeonato Brasileiro - Série B | 1 (2022)                               | Não possui                       | Não possui                              | Não possui             |
| Copa do Brasil                  | 6 (1993, 1996, 2000, 2003, 2017, 2018) | 2 (1998, 2014)                   | 2 (2005, 2016)                          | Não possui             |
| Copa dos Campeões               | Não possui                             | 1 (2002)                         | 1 (2001)                                | Não possui             |
| Primeira Liga                   | Não possui                             | Não possui                       | 1 (2017)                                | Não possui             |
| Copa dos Campeões Estaduais     | Não possui                             | Não possui                       | 1 (1967)                                | Não possui             |
| Copa Centro-Oeste               | 1 (1999)                               | Não possui                       | Não possui                              | Não possui             |
| Copa Sul-Minas                  | 2 (2001, 2002)                         | 1 (2000)                         | Não possui                              | Não possui             |
| Campeonato Mineiro              | 38 vezes                               | 27 vezes                         | 20 vezes                                | 2 vezes                |

### Jogadores
Última atualização: 2 de maio de 2025.

### Maiores artilheiros
Jogadores com mais gols
* Jogadores que fizeram mais de 55 gols
Jogadores que mais atuaram
*  Jogadores que atuaram em mais de 245 jogos